# Charles C. Tansill
Charles Callan Tansill (1890-1964) est un historien américain et l'auteur de quatorze livres d'histoire. Il a été professeur d'histoire à l'université américaine, à l'université Fordham et à l'université de Georgetown. Il était un isolationniste avant la Seconde Guerre mondiale et il a été accusé de révisionnisme après la guerre.

## Jeunesse
Charles C. Tansill est né en 1890 à Fredericksburg (Texas). Il a obtenu un bachelor's degree, suivi d'une maîtrise et d'un doctorat en histoire de l'université catholique d'Amérique à Washington. Il a obtenu un autre doctorat à l'université Johns-Hopkins en 1918.

## Carrière
Tansill a été professeur adjoint d'histoire à l'université catholique d'Amérique et à l'American University. Il a été professeur titulaire d'histoire des États-Unis à l'université américaine de 1921 à 1937. Il est devenu professeur d'histoire à l'université Fordham en 1939, jusqu'en 1944. Il a été professeur d'histoire à l'université de Georgetown de 1944 à 1957. Au cours de sa carrière universitaire, il a écrit quatorze livres d'histoire.
Tansill a travaillé comme historien pour le Sénat des États-Unis. En 1927, il édite les Documents illustratifs de la formation de l'Union des États américains, publiés par la Bibliothèque du Congrès.
Tansill a publié America Goes to War, un livre d'histoire sur la Première Guerre mondiale, en 1938. Le livre a été bien accueilli par ses pairs. Par exemple, Thomas A. Bailey, professeur d'histoire à l'université Stanford, a écrit dans une revue publiée dans The Mississippi Valley Historical Review : « Ce livre lucidement écrit et minutieusement documenté est le plus important qui soit paru sur la neutralité américaine en 1914-1917." . Il a terminé sa critique en le qualifiant de « livre provocateur et faisant autorité, qui devrait figurer sur la « liste des incontournables » pour chaque étudiant ». Cependant, dans une critique du Yale Law Journal, Frederick L. Schuman, professeur de sciences politiques au Williams College, a suggéré que Tansill n'avait pas été objectif dans sa position isolationniste. Il a soutenu : « Dans les titres de chapitre, le texte, la sélection des faits et l'emphase, le Dr Tansill révèle son parti pris pro-allemand et anti-britannique et sa conviction que la victoire allemande était préférable à l'intervention américaine. »
Dans les années 1930, Tansill était un isolationniste convaincu, arguant que les États-Unis ne devaient pas participer à la Seconde Guerre mondiale. En même temps, il était conseiller auprès du Comité sénatorial américain des relations étrangères. En 1952, Tansill publie Back Door to War, un livre sur la guerre,. Selon AS Winston, Tansill, « a blâmé Franklin Roosevelt d'avoir forcé un Hitler pacifique à entrer en guerre et a utilisé la ligne standard de Rudolf Hess selon laquelle Hitler voulait juste avoir les mains libres pour faire face au bolchévisme à l'Est. » Tansill a affirmé que c'était Roosevelt qui avait persuadé Neville Chamberlain d'assurer à la Pologne que si elle était attaquée par l"Allemagne, les Britanniques la défendrait, ce qui s'est produit en 1939 lors de l'invasion allemande de la Pologne . Winston suggère que « Le livre est devenu une base pour l'histoire révisionniste de la Seconde Guerre mondiale. »
Dans un article qu'il a publié dans American Opinion, le journal de la John Birch Society, en 1963, un an avant sa mort, Tansill a suggéré qu'il aurait été logique de destituer le président John F. Kennedy après que ce dernier a dit aux Nations unies que les États-Unis devraient désarmer.

## Vie privée
Avec sa femme Helen, Tansill a eu deux fils, le Dr William R. Tansill et Charles B. Tansil, et trois filles, Mary Ann Sharkey, Grace Lee Morton et Helen Parker Purcell. Ils résidaient à Washington.

## Mort et héritage
Tansill est mort d'une crise cardiaque en 1964. Il avait soixante-treize ans. Depuis 2007, son livre Back Door to War peut être téléchargé sur le site de l'Institut Mises, un groupe de réflexion libertaire basé à Auburn, en Alabama.